# Amore per sempre
Amore per sempre (Forever Young) è un film del 1992 diretto da Steve Miner e interpretato da Mel Gibson e Jamie Lee Curtis.

## Trama
Nel 1939 il capitano Daniel McCormick ha 32 anni e lavora come pilota collaudatore della Forza Aerea degli Stati Uniti. Quando la sua fidanzata Helen finisce in coma a seguito di un incidente, Daniel rimane scioccato dall'accaduto e non sopporta l'idea di perderla. Harry Finley, scienziato e amico di Daniel, sta segretamente lavorando sul "Progetto B" che consiste in un prototipo di capsula per l'ibernazione, capace di conservare l'occupante dormiente per un lungo periodo. Di fronte alla probabile morte di Helen e non avendo altro da perdere, Daniel si offre volontario come cavia per testare la creazione di Finley, stabilendo di farsi ibernare per un anno in modo da non dovere assistere alla morte dell'amata nel caso non si riprenda dal coma.
Tuttavia Daniel viene lasciato nella capsula fino al 1992, quando viene accidentalmente risvegliato da due ragazzini, Nat Cooper e il suo amico Felix, che stavano giocando nel magazzino militare pronto alla demolizione. Nat e Felix fuggono terrorizzati e non vengono creduti riguardo alla storia dell'"uomo surgelato" mentre Daniel si riprende e realizza di essere finito nel futuro. Inizialmente Daniel si rivolge all'esercito, ma viene creduto un esaltato. Desideroso di sapere cosa ne sia stato di Finley e di Helen, Daniel rintraccia l'abitazione di Nat e riesce a stabilire un'alleanza con lui e Felix, che ascoltano la sua storia e accettano di aiutarlo. La sera Nat e Felix sistemano Daniel nella loro casa sull'albero fornendogli cibo e un libro di storia per apprendere ciò che si è perso mentre era ibernato. Poco dopo però, Daniel esce allo scoperto per difendere la madre single di Nat, Claire, da un suo manesco ex. In cambio Claire permette a Daniel di passare la notte in casa e Nat non deve più preoccuparsi di nasconderlo.
Fra Daniel e Claire iniziano a svilupparsi sentimenti, ma dopo essersi baciati entrambi decidono di avere un rapporto mutuo, realizzando che stanno solo cercando di colmare un vuoto reciproco nella loro vita. Qualche tempo dopo Daniel ha un malore e i capelli gli diventano grigi. Quando un altro "attacco di invecchiamento" storpia Daniel, Nat decide di raccontare la verità a Claire. I tre rintracciano Susan, la figlia di Finley, la quale spiega a Daniel che suo padre è morto quando cercò di proteggere la capsula durante un incendio al magazzino avvenuto agli inizi degli anni '40. Susan fa sfogliare a Daniel i diari del padre, sperando che egli riesca a trovare una soluzione, ma si scopre solo che la capsula ha trattenuto l'invecchiamento anziché impedirlo conservando Daniel come avrebbe dovuto, ed è irreversibile. Daniel apprende da Susan un'altra scioccante rivelazione: Helen è ancora viva.
L'esercito, che nel frattempo aveva scoperto la capsula realizzando che Daniel non era un pazzo, manda l'FBI per rintracciarlo e Claire consegna gli appunti cruciali del Progetto B, mentre Daniel fugge su un bombardiere B-25 Mitchell per andare a trovare Helen. L'esercito e l'FBI lasciano fare Daniel e attendono il suo ritorno per poterlo studiare e perfezionare l'ibernazione umana nel campo dei viaggi interstellari. Intanto Daniel scopre che Nat si è intrufolato a bordo dell'aereo, ma la sua presenza si rivela essenziale quando Daniel viene colto da un altro attacco e Nat lo aiuta ad atterrare. Daniel ha ormai raggiunto i 53 anni in più che dovrebbe avere, e riesce finalmente a ricongiungersi con l'anziana Helen, che accetta di sposarlo.

## Produzione
Il film è stato girato prevalentemente in California, escluse alcune scene girate a Kingsburg, Nuova Scozia, Canada.
La pellicola è stata prodotta principalmente dalla Warner Bros., dalla Icon Productions, e dalla Icon Entertainment International (un'affiliata nel Regno Unito della Icon Productions). La Image Special Effects Company e la VCE (Visual Concept Engineering) si sono occupate degli effetti speciali, mentre la colonna sonora è a opera della Big Screen Records.

## Slogan promozionali
- «Time waits for no man but true love waits forever »
- «Cinquanta anni prima si sottopose ad un rischioso esperimento. Solo per amore.»

## Distribuzione
Il film è stato distribuito in svariati paesi con titoli differenti:
- USA 11 dicembre 1992 (Los Angeles, California) (premiere) Return of Daniel
- USA 16 dicembre 1992 Return of Daniel
- Giappone 13 marzo 1993
- Australia 25 marzo 1993
- Regno Unito 26 marzo 1993
- Spagna 2 aprile 1993 Eternamente joven
- Finlandia 2 aprile 1993 Ikuisesti nuori
- Irlanda 2 aprile 1993
- Svezia 2 aprile 1993 Evigt ung
- Danimarca 7 aprile 1993 Forever Young
- Francia 7 aprile 1993 Forever Young
- Germania 8 aprile 1993 Forever Young
- Italia 8 aprile 1993 Amore per sempre
- Paesi Bassi 8 aprile 1993
- Brasile 9 aprile 1993 Eternamente Jovem
- Portogallo 9 aprile 1993 Eternamente Jovem
- Corea del Sud 15 maggio 1993
- Argentina 17 giugno 1993 Eternamente joven
- Ungheria 18 giugno 1993 Halhatatlan szerelem
- Grecia 19 marzo 1999 (DVD premiere) Νέος για πάντα
- Canada Forever Young o Une seconde chance
- Messico Eternamente joven
- Perù Eternamente joven
- Polonia Wiecznie mlody
- Romania Pururea tânar
- Serbia Zauvek mlad
- Russia Вечно молодой
- Slovenia Vecno mlad

## Accoglienza
Nel primo week-end di apertura negli Stati Uniti, il film incassa 5609875 $. L'ultima proiezione del film negli USA risale all'8 maggio 1992, giorno in cui la pellicola arriva a 55956200 $. Nel resto del mondo incassa 72 milioni di dollari, per un totale di 128 milioni. Su IMDb riceve un punteggio di 6.2/10, mentre su MYmovies ottiene 2.71/5.